# Сон (картина Пикассо)
«Сон» (фр. Le Rêve, англ. The Dream) — одна из знаменитых картин Пабло Пикассо, написанная за один день 24 января 1932 года. Это период сюрреализма в его работах. Художник изобразил свою 22-летнюю возлюбленную Марию-Терезу Вальтер.

## История владения
Картина была куплена за 7 тысяч долларов в 1941 году бизнесменом и коллекционером Виктором Ганцом и его женой Салли. Она положила начало 50-летнему коллекционированию произведений всего пяти художников: Пикассо, Джаспера Джонса, Роберта Раушенберга, Фрэнка Стелла и Евы Гессе.
После смерти Ганцов (Виктора в 1987 году и Салли в 1997) коллекция была продана на аукционе Кристис 11 ноября 1997 году. Картина «Сон» была продана за 48,4 миллиона долларов, став самой дорогой картиной на тот момент времени. Владельцем стал Вольфганг Флётл, австрийский банкир. Вся коллекция была продана за 206,5 миллиона долларов, хотя сумма вложений семьи Ганц суммарно не превысила 2-х миллионов долларов.
В 2001 году, из-за финансовых трудностей, Флётл продал картину Стиву Уинну, американскому миллиардеру. Сумма сделки, по оценкам экспертов, составила 60 миллионов долларов.
В 2006 году картина стала участницей широко обсуждаемого скандала. Накануне уже обговорённой продажи полотна в галереях Аквавелла, вследствие неловкой демонстрации шедевра гостям, Уинн проткнул его локтем и порвал холст. История стала известна после того, как газеты в том или ином варианте рассказали про «локоть Уинна за 40 миллионов долларов». Галерея отказалась от продажи картины. Позднее Уинн отреставрировал холст, получив при этом ещё около 40 миллионов со страховой компании, а 26 марта 2013 года, по сообщению New York Post, Стивен A. Коэн купил картину у Уинна за 155 миллионов долларов.